# 1981 UA23
1981 UA23 är en asteroid i huvudbältet som upptäcktes den 24 oktober 1981 av den amerikanska astronomen Schelte J. Bus vid Palomarobservatoriet.
Asteroiden har en diameter på ungefär 2 kilometer.